# Tom Waller
Tom Waller (4 aprile 1974) è un regista e produttore cinematografico thailandese.

## Biografia
Ha fondato la società di produzione De Warrenne Pictures Ltd e ha ottenuto finanziamenti per iniziare la produzione del film Monk Dawson (1998), il suo debutto alla regia con una storia basata su un romanzo pluripremiato di Piers Paul Read. Ha continuato a produrre i film Eviction (1999), Butterfly Man (2002), Ghost of Mae Nak (2005), The Elephant King (2006) e Soi Cowboy (2008) che è stato selezionato al premio Un Certain Regard al Festival di Cannes. Il suo secondo film da regista è stato Mindfulness and Murder (2010), un giallo in lingua thailandese basato sul romanzo omonimo di Nick Wilgus.
Nel 2006 ha diretto il video musicale El Nin-YO! per la cantante thailandese, Tata Young.
Waller è stato anche produttore di tre lungometraggi per lo studio statunitense Millennium Films; Un principe tutto mio 4: L'avventura dell'elefante (2010), Elefante bianco (2011) e Ninja 2 (2013).
Nel 2016 ha vinto il premio come miglior regista al Dhaka International Film Festival.
Nel 2018 è stato annunciato che Waller avrebbe diretto un film indipendente sul salvataggio nella grotta di Tham Luang. Il film si intitola The Cave (titolo originale thailandese: Nang Non) ed è stato proiettato al Busan International Film Festival 2019 e al Vancouver International Film Festival 2019.

## Filmografia

### Regista
- Monk Dawson, 1998
- Eviction, 1999 (cortometraggio)
- Mindfulness and Murder, 2010
- Sop-mai-ngeap, 2011
- Petchakat, 2014
- The Cave - Acqua alla gola, 2019

### Produttore
- Monk Dawson, 1998
- Eviction, 1999 (cortometraggio) (producer)
- Butterfly Man, 2002
- Ghost of Mae Nak, 2005
- The Elephant King, 2006
- Survivor Israel, 2007 (serie TV)
- Soi Cowboy, 2008
- Un principe tutto mio 4, 2010 (film TV)
- Survivor Philippines, 2008-2010 (serie TV)
- Elephant White, 2011
- Sop-mai-ngeap, 2011
- Ninja: Shadow of a Tear, 2013
- Petchakat, 2014
- Secret Sharer, 2014
- Mechanic: Resurrection, 2016
- Asia's Next Top Model, 2018 (serie TV)
- The Cave: Acqua alla gola